# Cserkei Nagy-fertő
Cserkei Nagy-fertő este o arie protejată (arie specială de conservare — SAC, sit de importanță comunitară — SCI) din Ungaria întinsă pe o suprafață de 199,86 ha, integral pe uscat.

## Localizare
Centrul sitului Cserkei Nagy-fertő este situat la coordonatele 46°50′36″N 20°11′23″E / 46.843333°N 20.189722°E.

## Înființare
Situl Cserkei Nagy-fertő a fost declarat sit de importanță comunitară în mai 2004 pentru a proteja 4 specii de animale. Situl a fost protejat și ca arie specială de conservare în februarie 2010.

## Biodiversitate
Situată în ecoregiunea panonică, aria protejată conține 4 habitate naturale: Stepe și mlaștini sărate panonice, Pajiști stepice panonice pe loess, Lacuri eutrofice naturale cu vegetație de tip Magnopotamion sau Hydrocharition, Râuri cu maluri nămoloase cu vegetație de Chenopodion rubri p.p. și Bidention p.p..
La baza desemnării sitului se află mai multe specii protejate:
- amfibieni (2): buhai de baltă cu burta roșie (Bombina bombina), triton cu creastă dobrogean (Triturus dobrogicus)
- mamifere (1): vidră de râu (Lutra lutra)
- reptile (1): țestoasa de baltă (Emys orbicularis)